# 国务院南水北调工程建设委员会
国务院南水北调工程建设委员会，是已撤销的国务院议事协调机构，承担南水北调工程建设期工程建设行政管理职能。

## 沿革
2003年7月31日，《国务院关于成立国务院南水北调工程建设委员会的通知》（国发〔2003〕17号）称，“为确保南水北调工程的顺利实施，解决我国北方地区水资源严重短缺问题，实现黄淮海流域经济社会可持续发展，国务院决定成立国务院南水北调工程建设委员会。”
2018年3月17日第十三届全国人民代表大会第一次会议通过《第十三届全国人民代表大会第一次会议关于国务院机构改革方案的决定》，批准《国务院机构改革方案》。方案规定：“优化水利部职责。将国务院三峡工程建设委员会及其办公室、国务院南水北调工程建设委员会及其办公室并入水利部。不再保留国务院三峡工程建设委员会及其办公室、国务院南水北调工程建设委员会及其办公室。”

## 职责
2003年《国务院关于成立国务院南水北调工程建设委员会的通知》规定，“委员会是高层次的决策机构，其任务是决定南水北调工程建设的重大方针、政策、措施和其他重大问题。”

## 组成人员
| 2003年《国务院关于成立国务院南水北调工程建设委员会的通知》确定的组成人员是： 主任 - 温家宝（国务院总理） 副主任 - 曾培炎（国务院副总理） - 回良玉（国务院副总理） 成员 - 马凯（国家发展和改革委员会主任） - 汪恕诚（水利部部长） - 徐冠华（科技部部长） - 金人庆（财政部部长） - 田凤山（国土资源部部长） - 汪光焘（建设部部长） - 张春贤（交通部部长） - 杜青林（农业部部长） - 周小川（中国人民银行行长） - 解振华（国家环境保护总局局长） - 汪洋（国务院副秘书长） - 张基尧（水利部副部长、国务院南水北调工程建设委员会办公室筹备组负责人） - 刘江（国家发展和改革委员会副主任） - 柴松岳（国家电力监管委员会主席） - 单霁翔（国家文物局局长） - 陈元（国家开发银行行长） - 王岐山（北京市代市长） - 戴相龙（天津市市长） - 季允石（河北省省长） - 梁保华（江苏省省长） - 韩寓群（山东省省长） - 李成玉（河南省省长） - 罗清泉（湖北省省长） 2004年9月10日《国务院办公厅关于调整国务院南水北调工程建设委员会组成人员的通知》（国办发〔2004〕69号）增补： 委员 - 张勇（国务院副秘书长） - 曹康泰（国务院法制办主任） - 周生贤（国家林业局局长） - 邵宁（国务院国有资产监督管理委员会副主任） 调整任： 委员 - 孙文盛（国土资源部部长） 免去： 委员 - 田凤山（原国土资源部部长） | 2008年6月5日《国务院办公厅关于调整国务院南水北调工程建设委员会组成人员的通知》（国办发〔2008〕44号）调整后的组成人员是： 主任 - 李克强（国务院副总理） 副主任 - 回良玉（国务院副总理） 成员 - 张平（发展改革委主任） - 陈雷（水利部部长） - 万钢（科技部部长） - 谢旭人（财政部部长） - 徐绍史（国土资源部部长） - 周生贤（环境保护部部长） - 姜伟新（住房城乡建设部部长） - 李盛霖（交通运输部部长） - 孙政才（农业部部长） - 周小川（人民银行行长） - 张基尧（南水北调办主任） - 张勇（国务院副秘书长） - 杜鹰（发展改革委副主任） - 邵宁（国资委副主任） - 贾治邦（林业局局长） - 曹康泰（法制办主任） - 王禹民（电监会副主席） - 单霁翔（文物局局长） - 陈元（开发银行行长） - 郭金龙（北京市市长） - 黄兴国（天津市市长） - 胡春华（河北省代省长） - 罗志军（江苏省省长） - 姜大明（山东省省长） - 郭庚茂（河南省代省长） - 李鸿忠（湖北省省长） |

| 2012年2月6日《国务院办公厅关于调整国务院南水北调工程建设委员会组成人员的通知》（国办发〔2012〕11号）调整后的组成人员是： 主任 - 李克强（国务院副总理） 副主任 - 回良玉（国务院副总理） 成员 - 张平（发展改革委主任） - 陈雷（水利部部长） - 万钢（科技部部长） - 杨焕宁（公安部常务副部长） - 谢旭人（财政部部长） - 徐绍史（国土资源部部长） - 周生贤（环境保护部部长） - 姜伟新（住房城乡建设部部长） - 李盛霖（交通运输部部长） - 盛光祖（铁道部部长） - 韩长赋（农业部部长） - 周小川（人民银行行长） - 刘家义（审计署审计长） - 鄂竟平（南水北调办主任） - 丁学东（国务院副秘书长） - 杜鹰（发展改革委副主任） - 邵宁（国资委副主任） - 贾治邦（林业局局长） - 宋大涵（法制办主任） - 王禹民（电监会副主席） - 单霁翔（文物局局长） - 陈元（开发银行行长） - 郭金龙（北京市市长） - 黄兴国（天津市市长） - 张庆伟（河北省省长） - 李学勇（江苏省省长） - 姜大明（山东省省长） - 郭庚茂（河南省省长） - 王国生（湖北省省长） - 赵正永（陕西省省长） | 2013年6月30日《国务院办公厅关于调整国务院南水北调工程建设委员会组成人员的通知》（国办发〔2013〕65号）调整后的组成人员是： 主任 - 张高丽（国务院副总理） 副主任 - 汪洋（国务院副总理） 成员 - 徐绍史（发展改革委主任） - 陈雷（水利部部长） - 万钢（科技部部长） - 杨焕宁（公安部副部长） - 楼继伟（财政部部长） - 姜大明（国土资源部部长） - 周生贤（环境保护部部长） - 姜伟新（住房城乡建设部部长） - 杨传堂（交通运输部部长） - 刘家义（审计署审计长） - 鄂竟平（南水北调办主任） - 丁向阳（国务院副秘书长） - 杜鹰（发展改革委副主任） - 余欣荣（农业部副部长） - 刘士余（人民银行副行长） - 邵宁（国资委副主任） - 赵树丛（林业局局长） - 宋大涵（法制办主任） - 项俊波（保监会主席） - 吴新雄（能源局局长） - 励小捷（文物局局长） - 胡怀邦（开发银行董事长） - 王安顺（北京市市长） - 黄兴国（天津市市长） - 张庆伟（河北省省长） - 李学勇（江苏省省长） - 郭树清（山东省省长） - 谢伏瞻（河南省省长） - 王国生（湖北省省长） - 娄勤俭（陕西省省长） |

## 办事机构
- 参见 国务院南水北调工程建设委员会办公室。

## 水利部南水北调工程管理司
水利部南水北调工程管理司，是中华人民共和国水利部内设机构。

### 职责
根据有关规定，水利部南水北调工程管理司承担下列职能：
1. 协调落实南水北调工程有关重大政策和措施，参与重大技术经济问题研究。
2. 组织协调南水北调工程运行管理工作，指导开展南水北调工程运行规范化、标准化建设。
3. 监督指导南水北调工程安全运行管理，组织开展监督检查。
4. 组织制定南水北调工程年度水量调度计划并指导调度实施。
5. 组织协调南水北调工程竣工财务决算和审计有关工作。
6. 组织协调南水北调工程验收有关工作。
7. 指导协调南水北调后续工程及东中线一期剩余工程的建设管理工作。
8. 督促指导地方南水北调配套工程建设。
9. 承办部领导交办的其他事项。

### 机构设置
根据有关规定，水利部南水北调工程管理司设置下列机构：
- 综合处
- 技术经济处
- 运行管理处
- 工程建设处
- 工程验收处

### 历任领导
| 司长 - 李鹏程（2018年3月至今） | 副司长 - 袁其田（2018年3月至今） - 李勇（2018年3月至今） |